# Sciapus micronesiana
Sciapus micronesiana är en tvåvingeart som beskrevs av Daniel J. Bickel 1994. Sciapus micronesiana ingår i släktet Sciapus och familjen styltflugor.
Artens utbredningsområde är Guam. Inga underarter finns listade i Catalogue of Life.